# Oniceni
Oniceni é uma comuna romena localizada no distrito de Neamţ, na região de Moldávia. A comuna possui uma área de 49.42 km² e sua população era de 3426 habitantes segundo o censo de 2007.